# Aldeanueva de Ebro
Aldeanueva de Ebro tỉnh và cộng đồng tự trị La Rioja, phía bắc Tây Ban Nha. Đô thị này có diện tích là 39,08 ki-lô-mét vuông, dân số năm 2009 là 2819 người với mật độ 72,13 người/km². Đô thị này có cự ly 59 km so với Logroño.